# Барутская волость
Барутская волость — упразднённые административно-территориальная единица 3-го уровня и муниципальное образование со статусом сельского поселения в Новоржевском районе Псковской области России.
Административный центр — деревня Барута.

## География
Территория волости граничила на западе с Оршанской, на юго-западе — с Макаровской волостью Новоржевского района, на востоке — с Бежаницким районом Псковской области.
На территории волости расположены озёра: Михалкинское (1,0 км², глубиной до 5 м), Селецкое или Тайловское (3,8 км², глубиной до 6 м) и др.

## Население
| 2010 | 2012 | 2013 | 2014 | 2015 |
| ---- | ---- | ---- | ---- | ---- |
| 459  | ↘453 | ↘438 | ↘436 | ↘419 |

## Населённые пункты
В состав Барутской волости входили 38 деревень: Барута, Гриньково, Гускино, Заборье, Лжун, Лопанево, Макарихино, Михалкино, Осиновик, Пищино, Подлужье, Селецкое, Стехово, Судеревье, Сухарево, Тайлово, Тимошкино, Ханево, Юренцево, Горка, Гривино, Жуковичи, Заход, Косьяново, Климово, Коростовец, Лобаново, Мартюшово, Мыльнево, Поповка, Порядино, Симоново, Степанькино, Юдино, Бышово, Жар, Вешалиха, Залог.

## История
Постановлением Псковского областного Собрания депутатов от 26 января 1995 года все сельсоветы в Псковской области были переименованы в волости, в том числе Юхновский сельсовет был превращён в Юхновскую волость с центром в деревне Барута.
Законом Псковской области от 28 февраля 2005 года в границах Юхновской и частично Заборьевской (д. Макарово) волостей было также образовано муниципальное образование Барутская волость со статусом сельского поселения с 1 января 2006 года в составе муниципальное образование Новоржевский район со статусом муниципального района.
Законом Псковской области от 30 марта 2015 года волость была упразднена и 11 апреля 2015 года включена в состав нового сельского поселения Новоржевская волость с административным центром в городе Новоржев.